# Tom Burke
Thomas Edward Burke (15. ledna 1875 Boston – 14. února 1929 Boston) byl americký atlet, držitel dvou zlatých medailí z 1. olympijských her 1896. Zvítězil v bězích na 100 a 400 metrů.
Burke byl studentem Bostonské univerzity. Jako vítěz mistrovství americké Amatérské atletické unie (AAU) 1895 v běhu na 440 yardů byl spíše favoritem běhu na 400 m a účastníci první disciplíny aténské olympiády ho nebrali příliš vážně. Protože však řada dobrých sprinterů na startu běhu na 100 m chyběla, Burke překvapivě zvítězil[zdroj?]. Nejprve vyhrál 3. rozběh s velkým náskokem před německým běžcem Fritzem Hofmannem časem 11,8 sekundy. Když pak do finále nenastoupil jeho největší soupeř Tom Curtis, porazil ve finále opět Hoffmanna v čase 12,0 sekund. Burke překvapil v té době ještě neobvyklým nízkým startem.
Na téže olympiádě Burke zvítězil i v běhu na 400 m, jeho specialitě. Jeho čas v rozběhu byl 58,4 sekundy a 54,2 sekundy ve finále. V rozběhu porazil Brita Charlese Gmelina, ve finále o celou sekundu krajama Herberta Jamisona.
Později se Burke specializoval na delší tratě, získal titul přeborníka IC4A (Mezikolejní asociace amerických amatérských atletů) na 440 a 880 yardů. Inspirován úspěchem maratónského běhu na olympiádě v Athénách patřil k zakladatelům každoročního Bostonského maratónu. V civilním životě se stal Burke právníkem, ale nějakou dobu dělal i sportovního novináře a atletického trenéra.